# Partido Pirata da Alemanha
Piratenpartei Deutschland (Partido Pirata da Alemanha, em alemão) é um partido político alemão fundado em 2006, baseado no modelo do Piratpartiet sueco.
O Piratenpartei defende a proteção dos direitos civis na telefonia e na Internet, opondo-se especialmente à política europeia   de retenção de dados e à nova legislação alemã de censura na Internet  - a chamada Zugangserschwerungsgesetz (Lei de Impedimento de Acesso).Também é contrário  às várias medidas da vigilância dos cidadãos. O partido defende o direito civil à privacidade da informação e mudanças nas políticas de direitos autorais, educação, patentes genéticas e de controle de drogas.  O Partido Pirata também propõe uma reforma do sistema de patentes, por considerar que, a pretexto de assegurar a amortização de investimentos, impede a inovação mais do que protege os direitos autorais, levando a situações de monopólio e  restringindo o acesso de pequenas empresas ao mercado. O partido também luta pelo aumento da transparência governamental mediante a implementação da governança de código aberto, provida de APIs, de modo a possibilitar a inspeção eletrônica e o monitoramento das ações do governo pelo cidadão.
A partir das eleições locais de  Berlim, em setembro de 2011, quando, pela primeira vez, conseguiu chegar à câmara dos deputados (Abgeordnetenhaus), o partido começou a se fortalecer. Essa tendência foi acentuada com a obtenção de quatro outros  assentos, nas eleições legislativas do estado de Sarre, em  2012. Desde então, o Partido Pirata passou a ser considerado como o terceiro mais popular da Alemanha.

O líder do partido é Jens Seipenbusch desde 4 de julho de 2009. Ele também ocupou o cargo entre 2007 e 2008. Os líderes anteriores foram Dirk Hillbrecht e Christof Leng.

## Desempenho eleitoral

Evolução de adesão (de jan. de 2006 a jan. de2011

O Piraten recebeu 229.117 votos na eleições europeias parlamentares de 2009, ou seja, 0.9 %, menos que o necessário para conseguir uma cadeira (pelo menos 5 %). O número de membros partidários aumentou enormemente desde junho de 2009.
Em 27 de setembro de 2009, os Piratas receberam 2,0% (845.904 votos) nas eleições federais alemãs, o que não foi o suficiente para ganhar uma cadeira no Bundestag, mas foi o melhor resultado entre os partidos que não atingiram o limite mínimo de 5%.
 Além disso, em razão desse resultado, o partido habilitou-se a receber financiamento público de campanhas.
Em dezembro de 2011, o partido realizou seu primeiro congresso federal em Offenbach am Main, no estado de Hesse. Uma moção proposta por Johannes Ponader é aprovada, com 66,9 % dos votos de 1.200 delegados, e prevê a universalização de uma renda mínima.
Em  abril de 2012, foi registrado um grande aumento das intenções de voto no Partido Pirata, suplantando as do Partido Verde Alemão.

## Resultados eleitorais

### Eleições legislativas
| Data | M. Uninominal | M. Uninominal | M. Uninominal | M. Uninominal | M. Proporcional | M. Proporcional | M. Proporcional | M. Proporcional | Deputados | +/-     | Status            |
| Data | CI.           | Votos         | %             | +/-           | CI.             | Votos           | %               | +/-             | Deputados | +/-     | Status            |
| ---- | ------------- | ------------- | ------------- | ------------- | --------------- | --------------- | --------------- | --------------- | --------- | ------- | ----------------- |
| 2009 | 9.º           | 46 770        | 0,1 / 100,0   |               | 7.º             | 847 870         | 2,0 / 100,0     |                 | 0 / 622   |         | Extra-parlamentar |
| 2013 | 7.º           | 963 623       | 2,2 / 100,0   | 2,1           | 8.º             | 959 177         | 2,2 / 100,0     | 0,2             | 0 / 631   | Estável | Extra-parlamentar |
| 2017 | 10.º          | 93 196        | 0,2 / 100,0   | 2,0           | 12.º            | 173 476         | 0,4 / 100,0     | 1,8             | 0 / 709   | Estável | Extra-parlamentar |

### Eleições europeias
| Data | CI.  | Votos   | %           | +/- | Deputados | +/-     |
| ---- | ---- | ------- | ----------- | --- | --------- | ------- |
| 2009 | 11.º | 229 464 | 0,9 / 100,0 |     | 0 / 99    |         |
| 2014 | 9.º  | 425 044 | 1,5 / 100,0 | 0,6 | 1 / 96    | 1       |
| 2019 | 14.º | 243 363 | 0,7 / 100,0 | 0,8 | 1 / 96    | Estável |